# Creu Casas i Sicart
Creu Casas i Sicart (Barcelona, 26 d'abril de 1913 - Barcelona, 20 de maig de 2007), fou una farmacèutica catalana, professora de la Universitat de Barcelona i catedràtica de la Universitat Autònoma de Barcelona. Fou la primera dona de l'estat espanyol a ser catedràtica de Botànica i la primera dona membre de l'Institut d'Estudis Catalans.

## Família
Era filla de Filibert Casas i Duran jardiner de professió i de Creu Sicart i Roig (+1955). Casada amb Ramon Puig i Argemí va tenir una filla Maria Roser.

## Estudis
Estudià Farmàcia a la Universitat de Barcelona (UB) on fou deixebla de Pius Font Quer i acabà la carrera el setembre de 1936. S'hagué de tornar a examinar el 1939, un cop finalitzada la guerra, perquè el govern entrant no reconeixia els títols universitaris expedits en temps de la República. Simultàniament, cursà infermeria a l'Escola de Santa Madrona tot i que no va exercir mai.
Regentà la Farmàcia Boada i dirigí el servei farmacèutic de l'hospital La Alianza de Barcelona, feina que feu compatible amb la seva afició per les plantes. El mestratge de Font i l'ofici patern -jardiner- foren decisius per a la seva dedicació a la Botànica.
Des de 1942 començà a estudiar els briòfits que fins aleshores no havien captat l'interès dels científics. El seu mestre, Font i Quer, va adreçar-la al professor Prudenci Seró, que fou el primer a estudiar els vegetals sense flor. Abans però, Font i Quer, primer botànic membre de l'Institut d'Estudis Catalans (IEC), creà l'Institut de Botànica, el qual aplegà entre d'altres Ramon Margalef, Oriol de Bolòs i la mateixa Creu Casas.
La carrera acadèmica de Casas començà quan el catedràtic de Botànica de la Universitat de Barcelona (UB), el Dr. Losa, la convidà a col·laborar al seu laboratori. Aquí s'inicia la seva fructífera relació amb la universitat, primer com a adjunta interina de Fanerogàmia l'any 1949, i després com a professora ajudant, fins que el 1967 guanyava la plaça d'agregada de Fitogeografia de la Facultat de Biologia de la UB. El 1971 passà a ser catedràtica de Botànica de la UAB, sent la primera dona de l'estat espanyol a aconseguir-ho.

## Investigacions
Segons el costum del moment, defensà la tesi doctoral, Musgos y hepáticas del Macizo del Montseny, el 1951 a Madrid, la qual fou publicada als Anales del Jardín Botánico de Madrid (1958-1959).
A partir de 1952 col·labora amb Valentine Sélitzky (Valia Allorge), especialista en briòfits de la península Ibèrica, la qual visità Barcelona convidada per l'Institut Botànic. Aquesta relació serà fonamental pel desenvolupament dels estudis de la vegetació briofítica a casa nostra i a la resta de l'estat. El 1969 impartí un curs que aplegà nombrosos professors espanyols i va ser la llavor de la qual sorgiren iniciatives com la Briotheca Hispanica.
Descobrí noves espècies (Acaulon dertosense o Goniomitrium seroi), algunes de les quals porten el seu nom: Acaulon casasianum i Orthorichum casasianum.
Del seu entusiasme i expertesa són fruits les Reunions de Briologia, els Simposis de Criptogàmia i la Sociedad Española de Briología (SEB), de la qual fou la primera presidenta.

## Obres
Ultra els més dos-cents treballs publicats, la seva obra està present en l'Herbari de Briòfits ubicat al Laboratori de Briologia (UAB) i que acull unes 55.000 mil mostres. Nogensmenys, entre els primers cal destacar Flora dels briòfits dels Països Catalans (Brugués i Cros, 2001-2004); i Handbook of mosses of the Iberian Peninsula and the Balearic Islands (Sérgio, Barrón, Filella i Ruíz, 2006).
El seu mestratge ha rebut nombrosos reconeixements: ingrés al IEC (1978); presidenta de la Institució Catalana d'Història Natural (1980); el 1981, numerària de la Reial Acadèmia de Farmàcia (1981); medalla Narcis Monturiol al mèrit científic (1983); i XIII Premi de la Fundació Catalana per a la Recerca (2002). Nogensmenys, en paraules d'una de les seves deixebles, Felisa Puche: «... El major reconeixement a la seva tasca pugui ser que […] Espanya és un dels països […] amb major nombre de briòlegs [Brugués, Cros, Sérgio, Vigo i Puche entre altres] amb una activitat científica important, que […] s'han format i han après amb ella».
Les dues obres de síntesi més importants són la Flora dels Briòfits dels Països Catalans (vol. I, 2001; vol. II, 2004) i el Handbook of mosses of the Iberian Peninsula and the Balearic Islands (2006).

## Llegat
En el seu honor el 2017 l'Institut d'Estudis Catalans va crear el Premi Creu Casas.
L'any 2019 el CRAI Biblioteca de Farmàcia i Ciències de l'Alimentació de la Universitat de Barcelona va rebre, per part de la Facultat, el nom de Creu Casas i Sicart, en homenatge a la primera professora de la Facultat.